# Anamixis barnardi
Anamixis barnardi is een vlokreeftensoort uit de familie van de Leucothoidae. De wetenschappelijke naam van de soort is voor het eerst geldig gepubliceerd in 1983 door Sasidharan.